# Nonea cesatiana
Nonea cesatiana är en strävbladig växtart som först beskrevs av Edward Fenzl och Friedrichsthal, och fick sitt nu gällande namn av Werner Rodolfo Greuter och Burdet. Nonea cesatiana ingår i släktet nonneor, och familjen strävbladiga växter. Inga underarter finns listade i Catalogue of Life.